# Heinrich Ludolph Kasten
Heinrich Ludolph Kasten († 5. Dezember 1874) war ein sächsischer Rittergutsbesitzer, Jurist und Politiker.

## Leben
Kasten stammt aus der Rittergutsbesitzerfamilie Kasten, die seit dem 18. Jahrhundert verschiedene Rittergüter im sächsischen Vogtland besaß, darunter das Rittergut Kröstau. Ab den 1830er Jahren war er Rittergutsbesitzer auf Kröstau. Als solcher besaß Kasten die Gerichtsbarkeit über Güter in Kröstau und Schwand. Die Patrimonialgerichtsbarkeit seines Ritterguts Kröstau gab er im Oktober 1855 an das Justizamt Plauen ab.
Kasten ließ sich als Advokat und Gerichtsdirektor in Treuen nieder. 1840 wurde er zusätzlich als Verwalter des Patrimonialgerichts in Obergöltzsch angestellt. Kasten wurde 1858 zum Friedensrichter für den Amtsbezirk Plauen berufen und 1861 als Notar immatrikuliert.
Daneben betätigte sich Kasten in der Kreis- und Landespolitik. Von 1836/37 bis 1842/43 war er zunächst stellvertretender Abgeordneter der Rittergutsbesitzer des Vogtländischen Kreises in der II. Kammer des Sächsischen Landtags. Von 1845/46 bis 1862 war Kasten mit einer kurzen Unterbrechung in den Revolutionsjahren 1848/49 vollwertiger Abgeordneter der vogtländischen Rittergutsbesitzer in der Landtagskammer, deren Präsidium er als 1. Sekretär ab dem  Landtag 1848 angehörte. Er wird der sozialen Richtung innerhalb des konservativen Flügels zugerechnet. Die vogtländischen Rittergutsbesitzer wählten ihn 1863 zu einem ihrer Abgeordneten in der I. Landtagskammer, der er während der Landtage 1863/64 bis 1869/70 angehörte. Anfang November 1874 legte er das Amt des Vorsitzenden der Stände des Vogtländischen Kreises nieder, das er zwölf Jahre lang innegehabt hatte. Er starb wenige Wochen später.
Kasten war mit Julie geborene Schanz aus Oelsnitz/Vogtl. verheiratet, einer Schwester des Bürgermeister Robert Siegismund Schanz († 1849) in Dresden. Nachdem auch dessen Ehefrau verstorben war, nahm das Ehepaar Kasten deren Kinder als Pflegekinder an.
Seit 1852 war Kasten Ritter des Albrechts-Ordens.